# In absentia
In absentia és una locució llatina per «en l'absència de» o «en rebel·lia». En procediments legals es refereix al dret de l'acusat a ser present durant el judici.

## In absentiaen els sistemes legals delCommon Law
En els sistemes legals de la Common Law , condemnar algú  in absentia , vol dir que ha estat jutjat en un judici en el qual no hi és per respondre als càrrecs. És un tipus de jurisdicció universal. Específicament, viola el segon principi de justícia natural,  audi alteram partem. D'altra banda, en alguns sistemes de dret civil, com a Itàlia, això està permès.